# Васильєв Євген Олексійович
Васильєв Євген Олексійович (1773 Петербург, Російська імперія — 1833 Харків, Харківська губернія, Російська імперія) — український архітектор, багато років працював у Харкові.

## Біографія
Народився у Петербурзі в родині оберофіцера.
Навчався у Петербурзькому гірничому училищі, учень Дж. Кваренгі та А. І. Порто.
У 1796 р. призначений губернським реєстратором в Санкт-Петербурзький магістрат.
З квітня 1800 року служив у Комісії з постачання резиденції припасами, отримав чин колезького реєстратора.
Потрапивши у немилість імператора Павла I, за його указом від 23 січня 1801 р. призначений губернським секретарем у Богодухівський повітовий суд (Богодухів Харківської губернії). Однак це призначення не було виконано в зв'язку з вбивством Павла I.
У квітні 1802 р. отримав чин титулярного радника і був зарахований до Кабінету Його Імператорської Величності.
У листопаді 1803 р. був призначений ад'юнктом цивільної архітектури в Харківський університет, був його архітектором та згодом — екстраординарним професором (з 1817).
У січні 1812 р. отримав чин надвірного радника. Протягом ряду років одночасно з роботою в Харкові спостерігав за будівлями навчальних будівель в Воронежі, Курську, Суджі та Херсонській губернії.
У 1820—1827 рр. — архітектор будівельного комітету Харкова.
У вересні 1832 р. через хворобу не зміг бути присутнім під час огляду імператором Миколою I університетських будівель. Імператор побачив тріщину в стіні залу бібліотеки університету і зажадав звільнити Васильєва. Тріщина сталася не через помилки в проєктуванні або будівництві, а внаслідок просідання ґрунту через складування в 1827 році великої кількості заготовлених правлінням університету дров біля стін бібліотеки. У заглибленні почала накопичуватися вода, яка проникала у фундамент будівлі. Васильєв вказував правлінню університету на необхідність усунути заглиблення, однак цього не було зроблено. Крім того, негативний вплив на фундамент і стіну бібліотеки спричинила прибудова, яку спроєктував у 1831 р. А. А. Тон.
Васильєв був відправлений у відставку з 10 жовтня 1832 р
Помер у Харкові у 1833 р..
Після смерті Васильєва його вдова Любов Андріївна добилася перегляду справи про його відставку. У січні 1834 р. їй була призначена пенсія в розмірі річної платні чоловіка, і додатково по 300 рублів на рік їй і синові, починаючи з дня відставки Васильєва.
Онука архітектора Ольга Сократівна Васильєва, дружина письменника Чернишевського М. Г.

## Архітектурні проєкти
- Реконструкція будинку губернатора під будівлю університету, вул. Університетська, 16, (1805 р.).
- Навчальний корпус університету зі Свято-Антонієвською домовою церквою, вул. Університетська, 25, (1823—1831 рр.).
- Слобідсько-українська гімназія на розі проспекту Героїв Харкова і Миколаївської вулиці (за участю І. Л. Ватлета, 1814—1815 рр., не збереглася).
- Будівля Дворянського зібрання на Миколаївській площі (нині майдан Конституції, в співавторстві з В. Лобачевським, 1814—1815 рр., не збереглася).
- Повітове училище на Бурсацькому узвозі (1825 р., пізніше реконструйовано Б. С. Покровським та К. Толкуновим).
- Надбудова та реконструкція гостинного двору на вул. Університетській (початок XIX ст., не збереглася).
- Архієрейський дім на території Покровського монастиря (1820—1826 рр.).
- Трапезна між Покровським собором і дзвіницею на території Покровського монастиря (1820—1826 рр.).
- Свято-Дмитрівська церква на вул. Катеринославській (нині Полтавський Шлях, 44, 1808 р., перебудована М. І. Ловцовим у 1885—1896 рр., збереглася частково)[4].
- Свято-Миколаївська церква (нині вул. Цементна, 8, 1820 р.).
- Дзвіниця Успенського собору з храмом Олександра Невського в нижньому ярусі на вул. Університетській, 1821—1833 р, закінчена А. А. Тоном у 1848 р).[5]
- Садибний будинок на вул. Благовіщенській, (1820-ті рр., у співавторстві з Андрієм Тоном та Петром Ярославським).
- Власний дім на розі вул. Гоголя, 6[6].
- Садибний будинок, проспект Героїв Харкова, 9 (початок XIX ст.)
- Садибний будинок, вул. Катеринославська, нині Полтавський Шлях, 5 (1830-ті рр.).
- Будинок пастора (авторство ймовірне, 1832—1836, вулиця Гоголя, 2)[7]

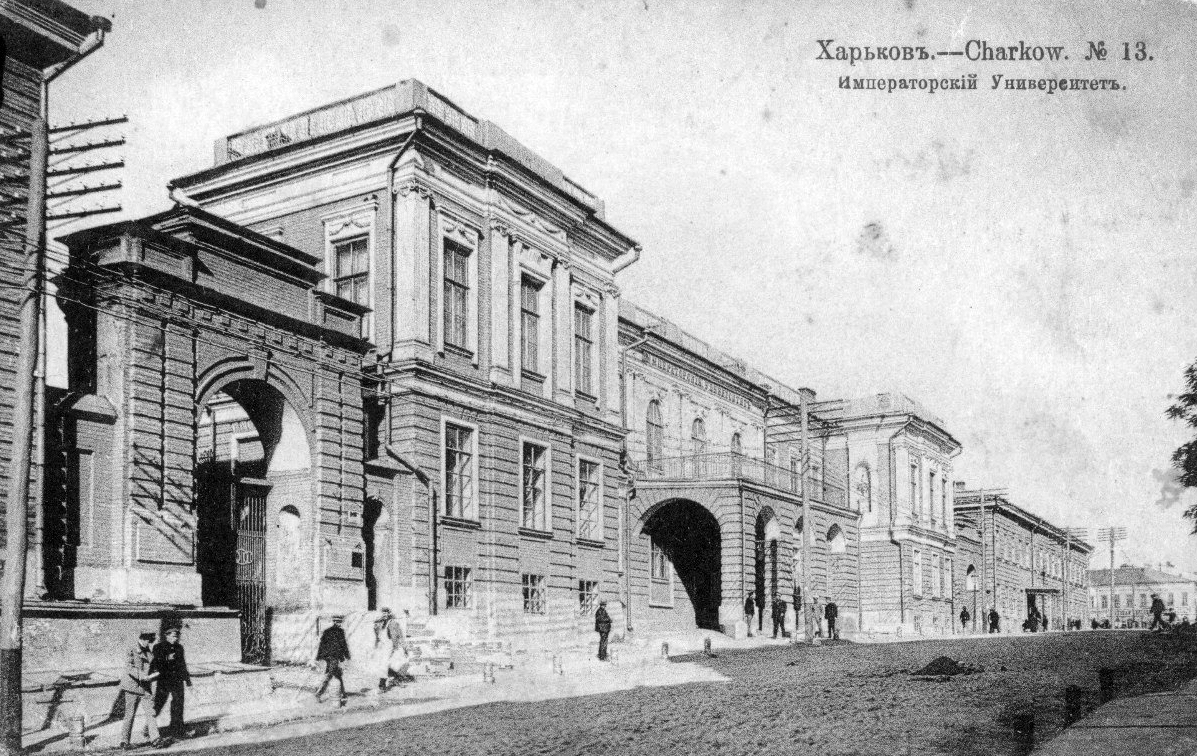
Губернаторський палац
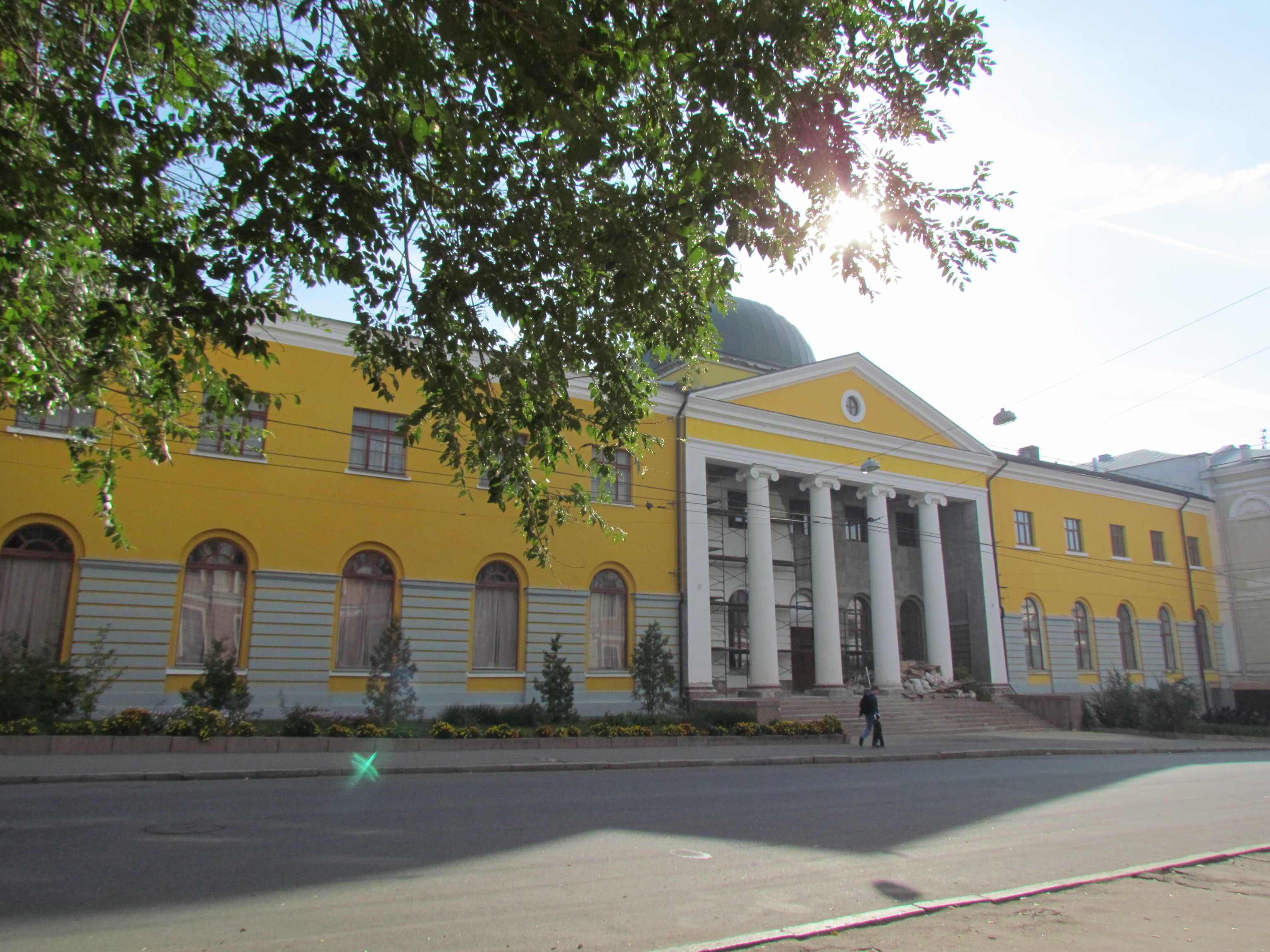
Університетська Антонівська церква з новим корпусом
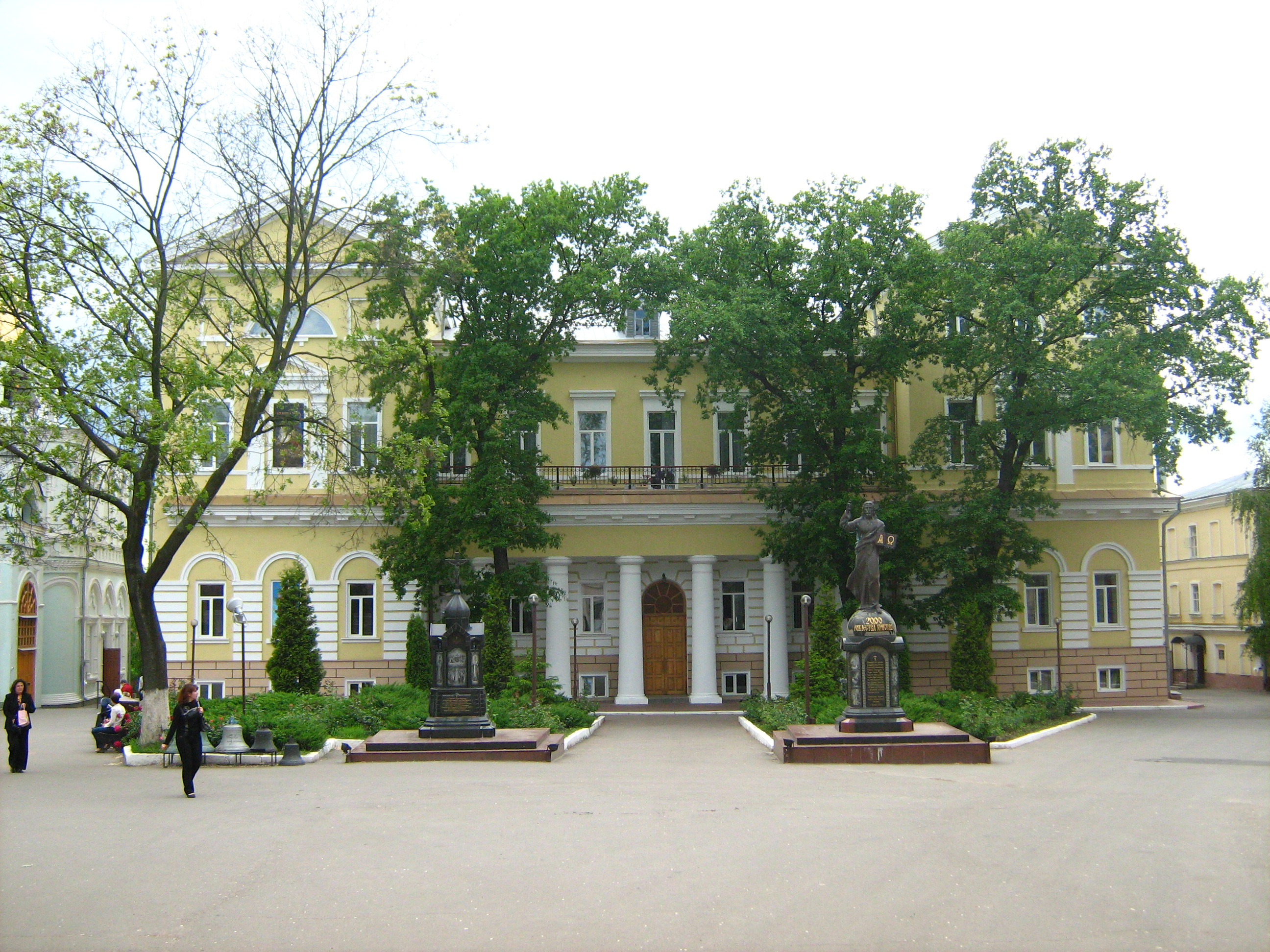
Архієрейський дім